# Jiří Šotola
Jiří Šotola (28. května 1924 Smidary – 8. května 1989 Praha) byl český básník, prozaik, dramatik, herec a divadelní režisér, kterého proslavily především jeho historické romány Kuře na rožni a Tovaryšstvo Ježíšovo.

## Biografie
Po maturitě (1942) byl nuceně nasazen jako pomocný dělník ve slévárně v Plotišti nad Labem a začal studovat dramatické oddělení Státní konzervatoře, studia mohl dokončit – vzhledem k uzavření škol, jež se týkalo i konzervatoře – až v roce 1947. Po válce vystudoval herectví na DAMU (1951); souběžně byl zapsán na FF UK (zde po šest semestrů studoval filosofii a estetiku; studia ale nedokončil).
Spolu s mj. Miroslavem Florianem a Karlem Šiktancem patřil mezi tzv. básníky všedního dne kolem časopisu Květen, kteří se snažili změnit tehdejší patosu plnou poezii a vrátit do ní realitu jako hlavní téma. Byl i šéfredaktorem Května, a to od roku 1958 do jeho zrušení, po němž pracoval v časopise Kultura a v Literárních novinách. V letech 1964 až 1967 byl prvním tajemníkem Svazu československých spisovatelů.
Od roku 1970 měl zakázáno publikovat; v r. 1975 provedl „sebekritiku“ a jeho díla mohla opět vycházet.
Jako herec a režisér působil v divadle v Hradci Králové.
Šotolovu báseň Dezertér ze sbírky Za život zhudebnil v roce 1982 Jaromír Nohavica (jako Dezertér (Stál voják na dešti)).

## Dílo
- Náhrobní kámen (1946) – sbírka básní
- Červený květ (1955)
- Za život (1955)
- Óda na hazard – zde projevuje kladný vztah k dobrodružství
- Čas dovršený
- Svět náš vezdejší (1957) – básnická sbírka, tzv. poezie všedního dne, laděno velmi pacifisticky, objevuje se zde varování před atomovou válkou.
- Venuše z Mélu (1959) – básnická sbírka, milostná poezie (ukázka básně)
- Bylo to v Evropě (1960) – protiválečná poema s židovskou tematikou, projevuje zde snahu pochopit „smysl dějin“. Dílo je oslavou socialismu.
- Hvězda Ypsilon (1962) – básně s častým tématem stárnutí, smrti i koloběhu života, pravděpodobně jeho nejznámější sbírka. Základ sbírky tvoří čtyři básně na smrt V. Tháma, K. H. Máchy, přírodovědce J. B. Lamarca a politika Antonína Bendy. Myšlenkou zde je, že smrt hodnotí život.
- Poste restante (1963) – sbírka, ve které jsou básně ve formě fiktivních dopisů, psaných židovské dívce své lásce z mládí. Tato dívka zde funguje jako jeho svědomí.
- A co básník : antologie české poezie 20. století (1964)
- Co a jak (1964) – sbírka básní; verše jsou velmi pesimistické, pochybuje zde o smyslu života
- Podzimníček (1967) – sbírka básní
- Psí hodinky (1968) – výbor ze sbírek Hvězda Ypsilon, Co a jak, Podzimníček a úryvek ze hry Antiorfeus
- Oranžová ryba (1968) – výbor z milostné poezie s motivy hledání smyslu života v moderní době
- Tovaryšstvo Ježíšovo (1969) – historický román z doby po konci třicetileté války na panství Košumberk, kterou zahájil svoji prozaickou činnost; děj se soustřeďuje na hraběnku Marii Maximiliánu Slavatovnu, skromnou vdovu, která se zřekla majetku ve prospěch jezuitského řádu, další významnou postavou je i o svém poslání pochybující páter Had, člen Tovaryšstva Ježíšova (Jezuitů). Podle románu byl natočen stejnojmenný chorvatský film (2004).
- Kuře na rožni (1974 v samizdatu, 1976 v nakladatelství Československý spisovatel) – mistrný román z doby napoleonských válek; hlavním hrdinou je zběh Matěj Kuře, který se přidá k potulným hercům a loutkařům; je úspěšný, dostane se až do Benátek. Po návratu do Čech je přijat do hraběcích služeb jako pořadatel divadelního představení na zámku v Litomyšli. Toto jeho působení ale dopadá jinak, než očekával. Román byl zdramatizován Zdeňkem Potužilem v Divadle na okraji v roce 1979.
- Waterloo (1967) – divadelní hra
- Julián Odpadlík (1970) – televizní hra
- Ajax : Komedie o 3 dějstvích (1977)
- Svatý na mostě (1978) – historický román; postava Jana Nepomuckého, pražského generálního vikáře, který byl r. 1393 na králův rozkaz shozen z mostu do Vltavy; Nepomucký je zde zobrazen jako „malý český člověk“, kterého přejely dějiny
- Možná je na střeše kůň: Komedie o 3 obrazech (1980)
- Pěší ptáci (1981)
- Bitva u Kreščaku (1982)
- volná trilogie:
  - Malovaný děti (1983)
  - Róza Rio (1986)
  - Podzim v zahradní restauraci (1988)
- Padalo listí, padala jablíčka (1985) – poeticko-skeptické drama
- Osmnáct Jeruzalémů (1986) – novela o křížové výpravě zfanatizovaných dětí do Svaté země
- A jenom země bude má : Máchovská variace : Hra o 2 dílech, (1987)
- Podzim v zahradní restauraci (1988)
- Cesta Karla IV. do Francie a zpět – drama
- Antiorfeus – drama
- Chicago – drama
- Bellevue – drama
- Příběh lásky a cti – scénář k filmu o J. Nerudovi a K. Světlé.

Přeložil několik básní B. Pasternaka, B. Sluckého.